# Volsemenhusen
Volsemenhusen là một đô thị thuộc huyện Dithmarschen, trong bang Schleswig-Holstein, nước Đức. Đô thị Volsemenhusen có diện tích 16,79 km², dân số thời điểm 31 tháng 12 năm 2006 là 364 người.